# Breheimen
Breheimen és una serralada situada als comtats de Sogn og Fjordane i Oppland, a Noruega. La zona es troba a l'oest de la serralada de Jotunheimen. La serralada es troba al nord-oest de la carretera Sognefjellsvegen, al nord del Sognefjorden, al sud de la Nordfjord, i a l'est de la ruta europea E39. La serralada inclou els parcs nacionals de Jotunheimen i de Breheimen.
El nom de Breheimen significa "llar de les glaceres", ja que en aquesta serralada hi ha moltes glaceres, incloent la més gran de Noruega i de l'Europa continental, Jostedalsbreen. Altres glaceres destacables són Harbardsbreen i Spørteggbreen. Algunes de les principals muntanyes de la zona com ara Skåla, Lodalskåpa o Høgste Breakulen es troben en aquesta serralada. La regió és la llar de diversos grans llacs com Austdalsvatnet i Styggevatnet.